# Lenny Lacroix
Lenny Lacroix (Estrasburgo, Francia, 6 de febrero de 2003) es un futbolista francés que juega de defensa en el S. L. Benfica "B" de la Segunda División de Portugal.

## Trayectoria
Canterano del R. C. Estrasburgo Alsacia, F. C. Mulhouse, F. C. Metz, firmó su primer contrato profesional con el Metz el 18 de diciembre de 2019. Debutó como profesional con el Metz en una victoria por 1-0 en la Ligue 1 contra el Stade de Reims el 16 de enero de 2022.

## Selección nacional
Es internacional juvenil con Francia, habiendo representado a Francia sub-16, sub-17 y sub-19.

## Estadísticas

### Clubes
Actualizado al último partido disputado el 28 de septiembre de 2024.
| Club                       | Div.          | Temporada     | Liga  | Liga  | Copas nacionales | Copas nacionales | Copas internacionales | Copas internacionales | Total | Total |
| Club                       | Div.          | Temporada     | Part. | Goles | Part.            | Goles            | Part.                 | Goles                 | Part. | Goles |
| -------------------------- | ------------- | ------------- | ----- | ----- | ---------------- | ---------------- | --------------------- | --------------------- | ----- | ----- |
| F. C. Metz II Francia      | 5.ª           | 2019-20       | 5     | 0     | —                | —                | —                     | —                     | 5     | 0     |
| F. C. Metz II Francia      | 4.ª           | 2020-21       | 6     | 0     | —                | —                | —                     | —                     | 6     | 0     |
| F. C. Metz II Francia      | 4.ª           | 2020-21       | 15    | 0     | —                | —                | —                     | —                     | 15    | 0     |
| F. C. Metz II Francia      | Total club    | Total club    | 26    | 0     | 0                | 0                | 0                     | 0                     | 26    | 0     |
| F. C. Metz Francia         | 1.ª           | 2021-22       | 3     | 0     | 0                | 0                | —                     | —                     | 3     | 0     |
| F. C. Metz Francia         | Total club    | Total club    | 3     | 0     | 0                | 0                | 0                     | 0                     | 3     | 0     |
| S. L. Benfica "B" Portugal | 2.ª           | 2022-23       | 21    | 1     | —                | —                | —                     | —                     | 21    | 1     |
| S. L. Benfica "B" Portugal | 2.ª           | 2023-24       | 13    | 0     | —                | —                | —                     | —                     | 13    | 0     |
| S. L. Benfica "B" Portugal | 2.ª           | 2024-25       | 2     | 0     | —                | —                | —                     | —                     | 2     | 0     |
| S. L. Benfica "B" Portugal | Total club    | Total club    | 36    | 1     | 0                | 0                | 0                     | 0                     | 36    | 1     |
| Total carrera              | Total carrera | Total carrera | 65    | 1     | 0                | 0                | 0                     | 0                     | 65    | 1     |